# Parijs-Tours 2022
De 116e editie van de wielerwedstrijd Parijs-Tours werd gehouden op 9 oktober 2022. De wedstrijd startte in Chartres en eindigt in Tours. De wedstrijd maakte deel uit van de UCI ProSeries 2022, in de categorie 1.Pro. Titelverdediger Arnaud Démare volgde zich zelf op als winnaar door de groepssprint te winnen.
Het was de laatste officiële wedstrijd als profwielrenner van Philippe Gilbert, Niki Terpstra en Sebastian Langeveld.

## Uitslag
| Parijs–Tours 2022 (213,5 km) |                  |                            |          |
| Plaats                       | Naam             | Ploeg                      | Tijd     |
| Winnaar                      | Arnaud Démare    | Groupama-FDJ               | 4u53'01" |
| 2                            | Edward Theuns    | Trek-Segafredo             | z.t.     |
| 3                            | Sam Bennett      | BORA-hansgrohe             | z.t.     |
| 4                            | Simone Consonni  | Cofidis, Solutions Crédits | z.t.     |
| 5                            | Luca Mozzato     | B&B Hotels - KTM           | z.t.     |
| 6                            | Dries Van Gestel | TotalEnergies              | z.t.     |
| 7                            | Sandy Dujardin   | TotalEnergies              | z.t.     |
| 8                            | Matis Louvel     | Arkéa-Samsic               | z.t.     |
| 9                            | Amaury Capiot    | Arkéa-Samsic               | z.t.     |
| 10                           | Hugo Hofstetter  | Arkéa-Samsic               | z.t.     |

1896 · 
1897-1900 · 
1901 · 
1902-1905 · 
1906 · 
1907 · 
1908 · 
1909 · 
1910 · 
1911 · 
1912 · 
1913 · 
1914 · 
1915-1916 · 
1917 · 
1918 · 
1919 · 
1920 · 
1921 · 
1922 · 
1923 · 
1924 · 
1925 · 
1926 · 
1927 · 
1928 · 
1929 · 
1930 · 
1931 · 
1932 · 
1933 · 
1934 · 
1935 · 
1936 · 
1937 · 
1938 · 
1939 · 
1940 · 
1941 · 
1942 · 
1943 · 
1944 · 
1945 · 
1946 · 
1947 · 
1948 · 
1949 · 
1950 · 
1951 · 
1952 · 
1953 · 
1954 · 
1955 · 
1956 · 
1957 · 
1958 · 
1959 · 
1960 · 
1961 · 
1962 · 
1963 · 
1964 · 
1965 · 
1966 · 
1967 · 
1968 · 
1969 · 
1970 · 
1971 · 
1972 · 
1973 · 
1974 · 
1975 · 
1976 · 
1977 · 
1978 · 
1979 · 
1980 · 
1981 · 
1982 · 
1983 · 
1984 · 
1985 · 
1986 · 
1987 · 
1988 · 
1989 · 
1990 · 
1991 · 
1992 · 
1993 · 
1994 · 
1995 · 
1996 · 
1997 · 
1998 · 
1999 · 
2000 · 
2001 · 
2002 · 
2003 · 
2004 · 
2005 · 
2006 · 
2007 · 
2008 · 
2009 · 
2010 · 
2011 · 
2012 · 
2013 · 
2014 · 
2015 · 
2016 · 
2017 · 
2018 · 
2019 ·
2020 ·
2021 ·
2022 ·
2023 ·
2024 ·